# Domnișoarele din sat
Domnișoarele din sat este o pictură în ulei pe pânză realizată în 1852 de Gustave Courbet, aflată în prezent la Metropolitan Museum of Art din New York. Este semnată în stânga jos „G. Courbet”.

## Descriere
În centru, trei tinere femei, cele trei surori ale lui Courbet, Zoé, Zélie și Juliette, oferă ceva de mâncare unei țărănci desculțe. Una dintre cele trei ține o umbrelă contra soarelui. Un câine se află în spatele trioului, în timp ce în dreapta două vaci pasc într-un peisaj colinar cu stânci și un cer albastru însorit. Peisajul se inspiră din locuri reale din apropierea orașului Ornans, zona natală a lui Courbet, și au fost reutilizate de acesta în alte peisaje cu și fără figuri umane.

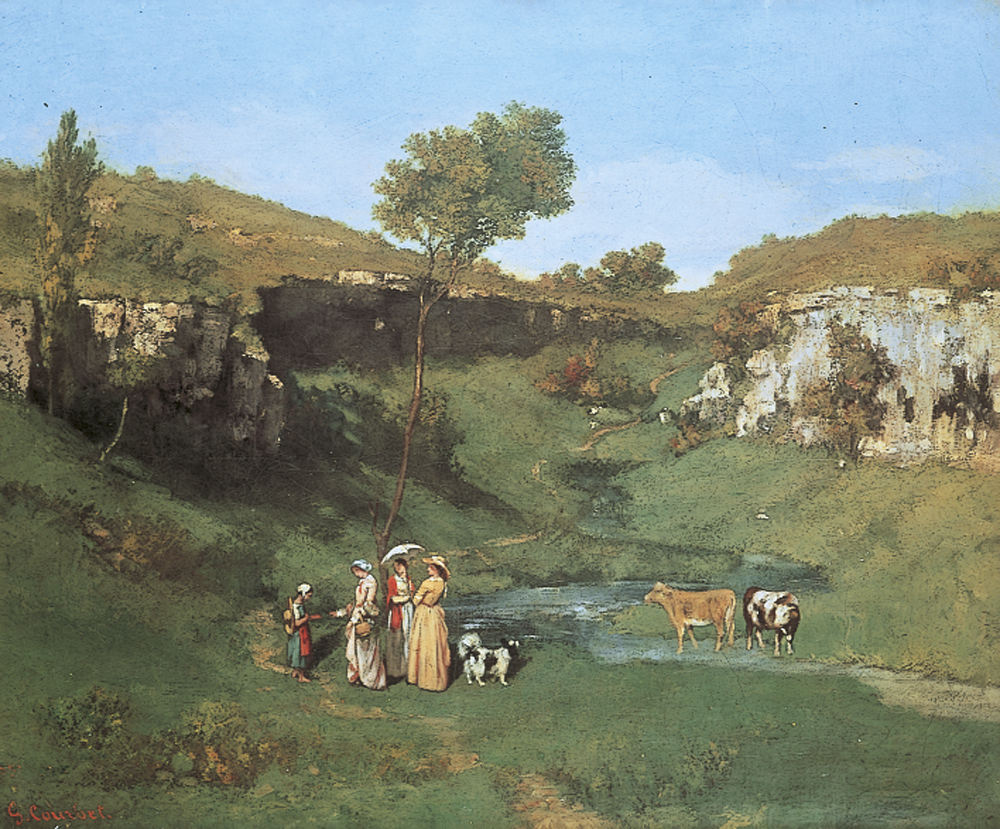
Tinere dominșoare din sat, 1851, Leeds Art Gallery

În schița pregătitoare pentru Tinere domnișoare (1851, Leeds Art Gallery), aceleași figuri sunt plasate mai în spate, în cadrul unei compoziții dominate mai mult de vegetație și peisaj decât în lucrarea finală. Mai târziu, artistul a reproiectat compoziția pentru o gravură din 1862 publicată de Alfred Cadart și Jules Luquet cu o utilizare diferită a perspectivei.
Același artist le pictase anterior pe cele trei surori în lucrarea Trei surori, poveștile bunicii Salvan (1846-1847, Curtis Galleries, Minneapolis).

## Istorie
Courbet a expus pentru prima dată lucrarea la Salonul de la Paris din aprilie 1852, intitulată Fecioarele din sat dau de pomană unui văcar într-o vale de lângă Ornans. Lucrarea a fost cumpărată imediat de către ducele de Morny, în ciuda unei polemici publice și de presă împotriva ei - de exemplu, criticul de artă Théophile Gautier și-a exprimat rezervele și a considerat că pânza nu era suficient de bine finisată, în timp ce Gustave Planche, Eugène Loudun și Louis Énault au considerat că lucrarea încălca regulile perspectivei prin micimea figurilor în raport cu vacile - ei au considerat, de asemenea, că reprezentarea tinerelor femei era „destul de urâtă” și „incongruent diminuată”. Tabloul a fost expus din nou la Expoziția Universală din 1855, provocând și mai multe critici, de data aceasta împotriva „acestei reprezentări a femeilor de provincie îmbrăcate în moda pariziană”, care provoacă disconfort privitorilor. Tabloul a provocat la fel de multe sau chiar mai multe discuții despre Courbet decât O înmormântare la Ornans și, potrivit lui Michael Fried, a fost una dintre „pânzele sale revoluționare” ca parte a unei strategii deliberate de a stârni scandal.
Primirea slabă a lucrării este explicată prin contextul social și istoric de la sfârșitul celei de-a doua Republici Franceze - electoratul rural a contribuit la aducerea la putere a lui Louis-Napoléon Bonaparte ca împărat și la menținerea acestuia la putere, însă tabloul prezenta Franche-Comté, o zonă puternic republicană, forțându-i pe parizienii bogați să se confrunte cu realitățile dure ale mediului rural - mai degrabă decât să arate un mediu rural idealizat, liniștit și pacificat, a arătat un potențial inamic al orășenilor din clasa de mijloc, îmbogățiți de revoluția industrială și pe cale să ia parte la Revoluția de la 1848. Unii au văzut în acest tablou începutul angajamentului politic al lui Courbet, care a prins rădăcini atât în orașul său natal, cât și în pictura sa despre lupta de clasă, întruchipată în contactul vizual tensionat dintre câinele de companie al femeii (reprezentând clasa de mijloc arogantă) și vițeii tineri (simbolizând lumea țărănească pe cale să se răzvrătească). Alții văd în el o simplă reutilizare a unui vechi arhetip filozofic al milosteniei generoase față de săraci, deși într-o manieră echilibrată și distanțată, departe de regulile estetice romano-catolice aflate în prim-planul operei altor pictori, renunțând la nivelul ridicat de finisare a acestora și accentuând formatul și linia.
Ducesa de Morny a revândut lucrarea către hôtelul Drouot în 1878 pentru 5.000 de franci. A ajuns în SUA cu puțin înainte de 1901. Filiala newyorkeză a negustorului de artă Paul Durand-Ruel a expus-o în iunie 1906 și - după ce a trecut prin mai multe mâini diferite - Harry Payne Bingham a oferit-o actualilor proprietari în 1940.